# México en los Juegos Olímpicos de Albertville 1992
México estuvo representado en los Juegos Olímpicos de Albertville 1992 por un total de 20 deportistas, 16 hombres y cuatro mujeres, que compitieron en cuatro deportes.
El portador de la bandera en la ceremonia de apertura fue el esquiador de fondo Roberto Álvarez. El equipo olímpico mexicano no obtuvo ninguna medalla en estos Juegos.
A la fecha, esta ha sido la delegación más grande que México ha enviado a unos Juegos Olímpicos de Invierno.

## Resultados por deporte

### Bobsleigh
Hasta la fecha estos son los Juegos Olímpicos donde México ha participado con más trineos.
También fue la primera vez que participó en la prueba cuádruple desde 1928.
Jorge, Roberto y Luis Adrián Tamés, que habían competido también en 1988, participaron en sus segundos Juegos Olímpicos.
| Trineo | Atletas                       | Evento | Carrera 1 | Carrera 1 | Carrera 2 | Carrera 2 | Carrera 3 | Carrera 3 | Carrera 4 | Carrera 4 | Total   | Total    |
| Trineo | Atletas                       | Evento | Tiempo    | Posición  | Tiempo    | Posición  | Tiempo    | Posición  | Tiempo    | Posición  | Tiempo  | Posición |
| ------ | ----------------------------- | ------ | --------- | --------- | --------- | --------- | --------- | --------- | --------- | --------- | ------- | -------- |
| MEX-1  | Roberto Tamés Miquel Elizondo | Doble  | 1:03.46   | 42        | 1:03.88   | 42        | 1:03.42   | 38        | 1:03.46   | 39        | 4:14.22 | 41       |
| MEX-2  | Jorge Tamés Carlos Casar      | Doble  | 1:03.42   | 41        | 1:03.77   | 41        | 1:03.66   | 40        | 1:03.78   | 42        | 4:14.63 | 42       |

| Trineo | Atletas                                                            | Evento    | Carrera 1 | Carrera 1 | Carrera 2 | Carrera 2 | Carrera 3 | Carrera 3 | Carrera 4 | Carrera 4 | Total   | Total    |
| Trineo | Atletas                                                            | Evento    | Tiempo    | Posición  | Tiempo    | Posición  | Tiempo    | Posición  | Tiempo    | Posición  | Tiempo  | Posición |
| ------ | ------------------------------------------------------------------ | --------- | --------- | --------- | --------- | --------- | --------- | --------- | --------- | --------- | ------- | -------- |
| MEX-1  | Luis Adrián Tamés Ricardo Rodríguez Francisco Negrete Carlos Casar | Cuádruple | 1:00.97   | 30        | 1:01.36   | 30        | 1:01.30   | 28        | 1:01.51   | 28        | 4:05.14 | 28       |

### Esquí alpino
Del equipo mexicano de cuatro esquiadores que participó en Calgary 1988, solo Hubertus von Hohenlohe, que compitió aquí en sus terceros Juegos Olímpicos, repitió.
Fue también la primera vez donde México participó en la rama femenil de este deporte.
Varonil
| Atleta                    | Evento          | Descenso 1 | Descenso 2 | Total      | Total    |
| Atleta                    | Evento          | Tiempo     | Tiempo     | Tiempo     | Posición |
| ------------------------- | --------------- | ---------- | ---------- | ---------- | -------- |
| Hubertus von Hohenlohe    | Descenso        |            |            | 2:02.98    | 38       |
| Carlos Mier y Terán       | Súper Gigante   |            |            | No terminó | –        |
| Eduardo Ampudia           | Súper Gigante   |            |            | 1:36.86    | 87       |
| Íñigo Domenech            | Súper Gigante   |            |            | 1:35.29    | 85       |
| Hubertus von Hohenlohe    | Súper Gigante   |            |            | 1:24.79    | 70       |
| Jorge Eduardo Ballesteros | Eslalon gigante | No terminó | –          | No terminó | –        |
| German Sánchez            | Eslalon gigante | 1:27.29    | 1:29.42    | 2:56.71    | 79       |
| Eduardo Ampudia           | Eslalon gigante | 1:23.07    | 1:24.53    | 2:47.60    | 72       |
| Carlos Mier y Terán       | Eslalon gigante | 1:22.24    | 1:22.49    | 2:44.73    | 65       |
| German Sánchez            | Eslalon         | No terminó | –          | No terminó | –        |
| Juan-Carlos Elizondo      | Eslalon         | 1:27.91    | 1:13.88    | 2:41.79    | 54       |
| Carlos Mier y Terán       | Eslalon         | 1:04.50    | No terminó | No terminó | –        |
| Jorge Eduardo Ballesteros | Eslalon         | 1:03.85    | No terminó | No terminó | –        |

Combinado varoniñ
| Atleta                 | Descenso | Eslalon  | Eslalon  | Total  | Total    |
| Atleta                 | Tiempo   | Tiempo 1 | Tiempo 2 | Puntos | Posición |
| ---------------------- | -------- | -------- | -------- | ------ | -------- |
| Hubertus von Hohenlohe | 1:55.95  | 1:03.45  | 1:03.68  | 259.10 | 36       |

Femenil
| Atleta             | Evento          | Descenso 1 | Descenso 2 | Total   | Total    |
| ------------------ | --------------- | ---------- | ---------- | ------- | -------- |
| Atleta             | Evento          | Tiempo     | Tiempo     | Tiempo  | Posición |
| Verónica Ampudia   | Eslalon gigante | 1:38.05    | 1:37.20    | 3:15.25 | 44       |
| Sammantha Teuscher | Eslalon gigante | 1:30.18    | 1:32.50    | 3:02.68 | 41       |
| Chus Cortina       | Eslalon gigante | 1:23.68    | 1:23.36    | 2:47.04 | 36       |
| Verónica Ampudia   | Eslalon         | 1:16.45    | 1:08.40    | 2:24.85 | 42       |
| Sammantha Teuscher | Eslalon         | 1:11.04    | 1:03.83    | 2:14.87 | 40       |
| Chus Cortina       | Eslalon         | 1:08.52    | 58.61      | 2:07.13 | 36       |

### Esquí de fondo
Roberto Álvarez participó en sus segundos Juegos Olímpicos de Invierno consecutivos. Sería el último esquiador de fondo mexicano en el evento hasta 2018.
Men
| Evento               | Atleta                    | Carrera   | Carrera  |
| Evento               | Atleta                    | Tiempo    | Posición |
| -------------------- | ------------------------- | --------- | -------- |
| 10 km C              | Roberto Ado Alvárez Hojel | 40:28.5   | 105      |
| 15 km persecución1 L | Roberto Ado Alvárez Hojel | 1'07:38.2 | 94       |
| 30 km C              | Roberto Ado Alvárez Hojel | 2'01:28.1 | 81       |
| 50 km L              | Roberto Ado Alvárez Hojel | 3'09:04.7 | 67       |

1 El retraso en la salida se decidió de acuerdo a los resultados en los 10 km. 

C = Estilo clásico, L = Estilo libre

### Patinaje artístico
Fue la segunda y última participación en Juegos Olímpicos de Invierno de Ricardo Olavarrieta, sería también la última aparición de México en este deporte hasta 2022.
Varonil
| Atleta                      | SP | FS        | TFP | Posición |
| --------------------------- | -- | --------- | --- | -------- |
| Ricardo Olavarrieta Navarro | 30 | No avanzó | 30  | –        |

Femenil
| Atleta        | SP | FS        | TFP | Posición |
| ------------- | -- | --------- | --- | -------- |
| Mayda Navarro | 29 | No avanzó | 29  | –        |